# Центральная соборная мечеть Оренбурга
Центральная соборная мечеть —  соборная мечеть в Оренбурге, 3-я соборная мечеть, впоследствии ставшая центральной. Построена в 1885 году рядом с Конно-Сенным базаром. Здание каменное, одноэтажное с минаретом. С 1991 года при мечети действует медресе «Хусаиния». Ректор медресе с 2000 г. и муфтий с 2015 г. и до настоящего времени Альфит Асхатович Шарипов.

## История

### До Октябрьской революции
В 1878 году мусульмане Новой слободки подали прошение в городскую управу о строительстве новой мечети близ Конно-Сенной площади. По их просьбе 25.01.1879 г. выделили участок земли в 1591 кв. сажень исключительно для постройки храма. 4 декабря 1879 года был утверждён проект мечети и 18 марта 1880 г. разрешена ее постройка. Возведение здания растянулось на 5 лет и завершено только в 1885 году.
30 января 1881 года мусульмане нового прихода избрали своим муллой Камалетдина Ибрагимовича Кутыева. Своим многолетним служением он заслужил уважение не только прихожан, но и государства. 1 января 1897 года Николай II пожаловал ему медаль «За усердие» на Станиславской ленте. 12 декабря 1907 года Камалетдин Кутыев умер во время совершения хаджа, не доехав 100 верст до Мекки, и был похоронен на маленьком островке у берегов Аравии. Место первого муллы занял Абдулгаиз Абдулкаримов, бывший до этого 2-м муллой.
Со времени постройки при мечети действовала начальная школа для мальчиков (мектеб). Преподавателям платили по 30 рублей с предоставлением жилья на территории мечети. Курс обучения был рассчитан на 5 лет: 3 года в первом классе и 2 - во втором. Программа включала азбуку, татарское чтение, письмо и диктовку, этимологию (сарф) и синтаксис (наху) арабского языка, основы ислама, Коран и правила его орфоэпического чтения (таджив), историю Пророков и ислама, изречения Пророка Мухаммада (хадисы), арифметику и географию. В 1910-1911 в школе учились 86 мальчиков: 67 в первом классе и 19 во втором. С родителей взималась ежемесячная плата от 30 копеек до 2 рублей в зависимости от их материального положения. Дети неимущих и сироты учились бесплатно. Ежегодно выпускалось 8-10 человек. 
Для школы в 1910 было сооружено капитальное 2-этажное здание (Рыбаковская, 98), по 4 комнаты на каждом этаже. Учебный корпус был возведён с перспективой открыть в нём медресе. На содержание школы в 1910-1911 учебном году было потрачено 1090 рублей, а в 1914-1915 - 1155 рублей. 
У мечети было много благотворителей, некоторые из которых дарили целые дома. Так у прихода появились вакуфы - имущество, подаренное или завещанное на религиозные и благотворительные цели. Общий доход от вакуфного имущества за 1905-1916 годы составил 3301 рубль.
Со времени образования прихода для управления делами общины регулярно избирали попечительский совет. Выборные попечители решали все финансово-хозяйственные вопросы, связанные с территорией мечети, зданиями и Старым мусульманским кладбищем. Основным источником средств были пожертвования (садака), доходы от вакуфа и колодца во дворе мечети.
В начале XX века приход охватывал территорию восточной части Новой слободки в границах современных улиц Терешковой, Постникова, Пролетарской, Сухарева. В 1890 г. соборная мечеть насчитывала 700 прихожан (400 мужчин и 300 женщин), а к 1908 г. – уже около 2000 чел., хотя точные списки не велись. 

### Советский период
После Октябрьской революции большевики проводили последовательный курс на искоренение религии. 23 января 1918 года был принят Декрет СНК РСФСР «Об отделении церкви от государства и школы от церкви». Всё имущество религиозных организаций было объявлено народным и национализировано. Здания и предметы культа передавались им в бесплатное пользование не основе договоров с местными органами власти. 
В соответствии с постановлением ВЦИК от 3 августа 1922 года все религиозные общества обязаны были пройти государственную регистрацию, в рамках этой компании получила статус юридического лица и оренбургская мусульманская община мечети на Конно-Сенной площади. Высшим органом управления было Общее Собрание, которое проводилось после пятничной молитвы. Исполнительным органом стало Правление (Совет Попечителей). Оно избиралось Общим Собранием на срок 2 года в составе не менее 5 членов.
Финансовые средства общины складывались из пожертвований прихожан и сбора за пользование колодцем. Расходы шли на содержание храма, домов священнослужителей, ремонт мечети, устройство территории и кладбища, выплату вознаграждения служащим, отчисления в органы духовного управления (ЦДУМ и Оренбургский мухтасибат), и прочее. Бюджет в 1924 году составил 2115 рублей, в 1926 - 2865 рублей, в 1927 - 2182 рубля, в 1929 - 1388 рублей.
В период 1923-1927 была относительная религиозная свобода верующих. Но с 1928 большевики возобновили наступление на религию и перешли к политике воинствующего атеизма. 17 сентября 1928 года по постановлению ВЦИК о "добровольной" передаче "пустующих" церквей, монастырей и мечетей началась массовая принудительная конфискация недвижимости. Началось массовое закрытие медресе и мектебов. 8 апреля 1929 года вышло Постановление ВЦИК и СНК РСФСР «О религиозных объединениях». Религиозным организациям запретили организовывать любые собрания по обучению религии и другим темам, открывать библиотеки и читальни. Культовые организации обложили непомерными налогами и обязательными страховыми взносами. Служители культа были приравнены к лицам, живущим на нетрудовые доходы.
Постепенно жизненное пространство вокруг третьей оренбургской мечети сокращалось. Здание медресе было сдано Горкомхозом в аренду под 7 квартир, а подвал мечети под склад. Сторож был выгнан из своей сторожки. Наконец 18 сентября 1931 года мечеть № 3 Оренбурга была закрыта, а на её территории размещены детский дом и швейная фабрика, часть двора отдали под конюшни Союзтранса. В рамках государственной атеистической компании в 1930-1937 годах были закрыты все 10 мечетей в городе Оренбурге. Религиозная жизнь перешла в частную, семейную сферу, где втайне продолжали следовать обрядам и исповедовать ислам.
В годы Великой Отечественной войны власть была вынуждена изменить своё отношение к наиболее массовым лояльным религиозным обществам. Политика была направлена на гражданское единение, а продолжение конфронтации с религией препятствовало этому. Религиозные организации, занявшие патриотическую позицию, стали союзниками государства в войне против фашизма. В мечетях производился сбор продуктов, одежды и средств для нужд фронта. Кроме того, высшее исламское духовенство объявило священную войну против фашистской Германии.
В 1944 году на проведение праздника Ураза-байрам в город Чкалов прибыл секретарь муфтий ЦДУМ Баймухамет Тугузбаев. 6 августа, выступая на городском кладбище, он призвал мусульман сдавать деньги на оборону страны, а также высказал пожелание об открытии в городе мечети. Это побудило верующих обратиться в местные органы власти с просьбой о создании собственного храма. В городе к этому времени было около 8 тысяч мусульман. 8 февраля 1945 года было принято положительное решение. 7 апреля 1945 годя муллой Чкаловской области был утверждён Зиятдин Мухамеджанович Рахманкулов. Мечеть открылась лишь в августе 1945 года из-за промедления руководства швейной фабрики.
в 1946 году З.М. Рахманкулов был назначен ЦДУМ мухтасибом Чкаловской области. С этого времени бывшая 3-я соборная мечеть стала центральной и превратилась в административный и духовный центр мусульман города и всей области. 
В этот период религиозные общины придерживались тактики проявления лояльности к органам власти. Верующим рекомендовали придерживаться законодательства, оканчивать молитву вовремя, чтобы успевать на работу, не ослаблять своей трудовой деятельности, поддерживать внутреннюю и внешнюю политику. Все молитвы оканчивались здравицей советскому правительству и «...лично товарищу Сталину, как неутомимому борцу за мир». 
В свою очередь, советская власть также старались учитывать нужды верующих. В первые послевоенные годы мусульмане получили возможность возобновить хадж. В 1944 году Мекку посетили 6 верующих, а в 1945 - уже 17. Все претенденты проходили тщательную проверку на благонадёжность. но в 1946 и в 1947 году паломничество не состоялось. С 1947 года начался новый этап антирелигиозной кампании. 
Посещаемость мечети на протяжении многих лет оставалась стабильной: на утренний намаз приходили 20-30 человек, в полдень — 40-50, на пятничную молитву 200-250. В дни религиозных праздников Ураза-байрам и Курбан-байрам приходили от 3 до 4 тысяч верующих. Мечеть не могла вместить всех, поэтому молитва проходила во дворе храма.
25 декабря 1952 года З.М. Рахманкулов скончался. Проводить его пришли более тысячи мусульман. Авторитет Рахманкулова был настолько высок, что после его ухода посещаемость мечети снизилась почти вдвое.
25 мая 1953 года муллой Чкаловской области был назначен Халиулла Латыпович Латыпов. Он руководил общиной один год, а 13 мая 1954 года был переведён в Казань. На его место был назначен Фарук Шарафутдинович Шарафутдинов. В октябре 1956 года его тоже перевели, а муллой назначили Абдулгиза Сибагатулловича Муртазина. При нём продолжилось переоборудование мечети, были убраны круглые печи и поставлены радиаторы водяного отопления, сделана пристройка с канцелярией, была оборудована раздевалка, во дворе появилось теплое помещение для омовения перед молитвой. В канцелярии после долгих прошений наконец был установлен телефон, но уполномоченный рекомендовал начальнику телефонной станции найти предлог, чтобы отключить его.
В 50-х—60-х годах снова усилились противорелигиозные меры. Увеличилось финансовое давление на общины с требованием обязательного перечисления денег в Фонд мира. Запретили паломничество к святым местам, ограничили приобретение имущества. Но несмотря на широкие масштабы кампании, количество верующих не уменьшалось. В 1966 году в день празднования Ураза-байрама 23 января собралось 4000 верующих, а 1 апреля на Курбан-байрам уже около 5000 верующих. 
12 июля 1965 года на должность имама-мухтасиба вновь был назначен Халиулла Латыпович Латыпов. В начале 70-х обострился конфликт между муллой и исполнительным органом мечети. Возраст и плохое здоровье не позволяли Х.Л. Латыпову полноценно исполнять обязанности, и в июле 1972 года его уволили. 
4 октября 1972 года имам-хатыбом был назначен Яхъя Аляутдинович Имаметдинов. в 1979 году Я.А. Имаметдинов совершил хадж в Мекку и Медину. В сентябре 1980 он принял участие в Ташкентской мусульманской конференции.
С 1980 года была принята установка на легализацию деятельности религиозных организаций и упрощение регистрации.
Общий доход мечети в 1983 году составил 41 485 рублей, из них 17 857 рублей от пожертвований и 16 352 рубля от выполнения обрядов. Почти половина этой суммы направлена на приходские нужды, 15 тыс. рублей отправлены в Уфу, а 5 тыс. р. внесено в Фонд мира. На ремонт и содержание мечети потрачено всего 4133 рубля.
15 июня 1984 года умер мулла Я.А. Имаметдинов. В мае 1985 года на должность имам-хатыба пригласили молодого, прекрасно образованного Абдель-Барыя Хабиевича Хайруллина. Абдель-Барый-хазрат сыграл важную роль в возрождении ислама на всей территории Оренбургской области, восстановлении и открытии храмов, формировании системы духовного образования. 1990 он с блеском закончил Ташкентский исламский институт им. Бухари.

### Настоящее время
В 1991 году по указу Президента РФ верующим были возвращены исторические здания 2-й, 5-й, 6-й и 7-й соборных мечетей Оренбурга. В этот период начался активный рост числа мусульманских общин, открытие мечетей на всей территории области. Начала ощущаться нехватка квалифицированных кадров священнослужителей и преподавателей основ ислама. 
Для организации подготовки служителей по специальности «имам-хатыб» в 1991 году при Центральной соборной мечети было открыто Медресе «Хусаиния». в 1992 году верующим вернули историческое здание медресе на ул. Рыбаковской, 98. В 1993 году здесь было организовано одно из первых в России женских отделений подготовки преподавательниц арабской графики и основ ислама (мугаллима). В 1999 году начало работать заочное отделение, а в 2004 - вечерние курсы.
На всех отделениях изучаются: Коран, арабский язык, гакаид (богословие), фикх (мусульманское право), имам вазыйфа (обязанности имама), а дополнительно при очной форме - татарский язык, педагогика, психология, при заочной - вагаз ва хитабат (проповедь и ораторское искусство). С 2007 года медресе «Хусаиния» стало филиалом Российского исламского университета (г. Уфа).
В 1991 году при мечети была открыта воскресная школа для преподавания основ ислама и арабского языка всем желающим без различия возраста. Интерес людей к религии был настолько велик, что в первый год записалось сразу 120 человек. Сегодня, как и прежде, в воскресной школе еженедельно учатся более 100 человек, а после выпуска от 30 до 40 % продолжают обучение в медресе.
При содействии муфтията многие оренбуржцы каждый год организованно отправляются в паломничество.
В марте 2015 года состоялся меджлис имамов Оренбургской области, на котором муфтий Абдель-Барый Хабиевич Хайруллин подал в отставку по семейным обстоятельствам. 26 марта 2015 года на эту должность избран Альфит Асхатович Шарипов.